# FC 노아
FC 노아(아르메니아어: Ֆուտբոլային Ակումբ Նոա)는 아르메니아 아르마비르주 아르마비르를 연고로 하는 축구단이다. 2017년에 창단되었으며, 아르메니아 프리미어리그에 참가하고 있다.

## 선수 명단

### 현역
- 디외메르시 음보카니(2023 ~ )